# Kallithéa (Patras)
Kallithéa, en grec moderne : Καλλιθέα, est un village du dème de Patras, district régional d'Achaïe, en Grèce-Occidentale.
Selon le recensement de 2011, la population du village s'élève à 691 habitants.